# Słójka
Słójka – wieś w Polsce, położona w województwie podlaskim, w powiecie sokólskim, w gminie Szudziałowo.
| SIMC    | Nazwa         | Rodzaj  |
| ------- | ------------- | ------- |
| 0042240 | Dziewiczy Ług | kolonia |

W latach 1975–1998 wieś administracyjnie należała do województwa białostockiego.
Przez wieś przebiega droga wojewódzka nr 674.